# Episodi di Law & Order - I due volti della giustizia (dodicesima stagione)
La dodicesima stagione della serie televisiva Law & Order - I due volti della giustizia, composta da 24 episodi, è stata trasmessa in prima visione, sul canale statunitense NBC, dal 26 settembre 2001 al 22 maggio 2002.
In Italia la stagione è stata trasmessa in prima visione su Rai 2 dal 31 agosto 2004 al 25 gennaio 2007. In particolare, ventuno episodi sono stati trasmessi dal 31 agosto al 24 settembre 2004 e tre dal 23 gennaio al 25 gennaio 2007.
| nº | Titolo originale      | Titolo italiano            | Prima TV USA      | Prima TV Italia   |
| -- | --------------------- | -------------------------- | ----------------- | ----------------- |
| 1  | Who Let the Dogs Out? | Un cane feroce             | 26 settembre 2001 | 31 agosto 2004    |
| 2  | Armed Forces          | Una medaglia da restituire | 3 ottobre 2001    | 1º settembre 2004 |
| 3  | For Love or Money     | La vedova nera             | 10 ottobre 2001   | 2 settembre 2004  |
| 4  | Soldier of Fortune    | Diamanti insanguinati      | 24 ottobre 2001   | 3 settembre 2004  |
| 5  | Possession            | Quartieri alti             | 31 ottobre 2001   | 4 settembre 2004  |
| 6  | Formerly Famous       | A caccia di celebrità      | 7 novembre 2001   | 5 settembre 2004  |
| 7  | Myth of Fingerprints  | Impronte digitali          | 14 novembre 2001  | 6 settembre 2004  |
| 8  | The Fire This Time    | Emulazione                 | 21 novembre 2001  | 7 settembre 2004  |
| 9  | 3 Dawg Night          | Delitto al night           | 28 novembre 2001  | 8 settembre 2004  |
| 10 | Prejudice             | Pregiudizio razziale       | 12 dicembre 2001  | 9 settembre 2004  |
| 11 | The Collar            | Segreto confessionale      | 9 gennaio 2002    | 10 settembre 2004 |
| 12 | Undercovered          | Un padre di famiglia       | 16 gennaio 2002   | 12 settembre 2004 |
| 13 | DR 1-102              | Etica professionale        | 30 gennaio 2002   | 13 settembre 2004 |
| 14 | Missing               | Scomparsa                  | 6 febbraio 2002   | 14 settembre 2004 |
| 15 | Access Nation         | Segreti in rete            | 27 febbraio 2002  | 15 settembre 2004 |
| 16 | Born Again            | Una bambina difficile      | 6 marzo 2002      | 16 settembre 2004 |
| 17 | Girl Most Likely      | Amiche per la pelle        | 27 marzo 2002     | 17 settembre 2004 |
| 18 | Equal Rights          | Giustizia e vendetta?      | 3 aprile 2002     | 20 settembre 2004 |
| 19 | Slaughter             | Rischio e beneficio        | 10 aprile 2002    | 23 gennaio 2007   |
| 20 | Dazzled               | Dalla terrazza             | 24 aprile 2002    | 22 settembre 2004 |
| 21 | Foul Play             | Il sogno americano         | 1º maggio 2002    | 23 settembre 2004 |
| 22 | Attorney Client       | L'avvocato difensore       | 8 maggio 2002     | 24 settembre 2004 |
| 23 | Oxymoron              | Padre e figlio             | 15 maggio 2002    | 24 gennaio 2007   |
| 24 | Patriot               | Il patriota                | 22 maggio 2002    | 25 gennaio 2007   |

## Un cane feroce
- Titolo originale: Who Let the Dogs Out?
- Diretto da: Don Scardino
- Scritto da: Kathy McCormick e Douglas Stark

### Trama
Briscoe e Green indagano sull'omicidio di una donna e del suo cagnolino sbranati da un cane. I sospetti cadono su una società che allenava cani per dei combattimenti clandestini, cioè pitbull e rottweiler; i detective risalgono al cane e ai suoi proprietari. McCoy, con la sua nuova assistente Serena Southerlyn, dovrà dimostrare che i proprietari erano a conoscenza della pericolosità del cane.
- Guest star: Melissa Leo (Sherri Quinn), Bruce McCarty (Roger Quinn).

- Nota. Questo episodio segna la prima apparizione nella serie per Elisabeth Röhm, nel ruolo di Serena Southerlyn. Sostituisce Angie Harmon, che aveva interpretato il predecessore della Southerlyn, Abbie Carmichael.
- Nota. Questo episodio ha avuto una narrazione iniziale differente dalla norma. La solita introduzione infatti è stata sostituita dalla seguente: L'11 settembre 2001, la città di New York è stata colpita e attaccata spietatamente. Mentre nessun tributo può mai curare quel giorno, i produttori di Law & Order dedicano questa stagione alle vittime e alla loro famiglie, e ai vigili del fuoco e agli agenti di polizia, che ci ricordano con la loro vita e il loro coraggio cosa significa veramente essere un americano. A causa di quegli attentati, la messa in onda venne posticipata di una settimana.
- Nota. Il titolo originale dell'episodio Who Let the Dogs Out? è un riferimento alle persone responsabili dell'addestramento e della tortura dei pitbull in un anello sotterraneo di combattimenti da cani. È preso da una canzone con lo stesso nome.
- Nota. Questo episodio segna anche la prima apparizione nella serie per Andrea Navedo, nel ruolo della detective Ana Cordova, che sarà un personaggio ricorrente per tre stagioni.
- Nota. L'attrice Melissa Leo in precedenza aveva interpretato il detective Kay Howard nella serie Homicide, che ha avuto tre crossover con la serie.
- Nota. Questo episodio è ispirato al caso di Diane Whipple. La Whipple fu vittima di un fatale attacco di un cane presa canadios a San Francisco nel 2001; il cane era di proprietà dei vicini, Marjorie Knoller e suo marito Robert Noel, entrambi avvocati. La Knoller non è riuscita a trattenere il suo cane quando ha attaccato la Whipple e qualche mese dopo, la Knoller fu condannata a 15 anni di reclusione per omicidio colposo.[33]

## Una medaglia da restituire
- Titolo originale: Armed Forces
- Diretto da: Martha Mitchell
- Scritto da: Richard Sweren e Sean Jablonski

### Trama
Briscoe e Green indagano sull'omicidio di un valoroso ex soldato che aveva combattuto la guerra del Vietnam e che per questo aveva ricevuto riconoscimenti e medaglie, i due cominciano a indagare sul campo di battaglia di più di 30 anni prima. I detective scoprono che in Vietnam era stato distrutto un villaggio in cui erano morti donne e bambini, e la vittima che era rimasta sconvolta, voleva restituire la medaglia e rendere pubblico l'accaduto, nonostante il parere contrario di alcuni suoi ex commilitoni.
- Guest star: Edmund Lyndeck (Howard Eastman), Michael Murphy (Nolan Tindsale).

- Nota. Questo episodio è ispirato a due casi realmente accaduti: il primo è sul raid nel villaggio di Thahn Phong, in Vietnam, che prese di mira un capo dei Viet Cong, ma costò la vita a 15 persone innocenti; a tale raid prese parte anche Bob Kerrey, ex senatore dello stato del Nebraska, che mostrò del rimorso.[34] Invece il secondo è sul Massacro di My Lai, avvenuto il 16 marzo 1968 in Vietnam con 504 vittime: 14 ufficiali furono accusati dall'esercito statunitense di aver tenuto nascoste informazioni legate all'incidente. Il tenente William Calley fu dichiarato colpevole di omicidio premeditato e condannato all'ergastolo, anche se scontò solo 3 anni e mezzo.

## La vedova nera
- Titolo originale: For Love or Money
- Diretto da: Constantine Makris
- Scritto da: Wendy Battles e Sean Jablonski

### Trama
Briscoe e Green indagano sull'omicidio di un uomo uscito di prigione per omicidio, infatti lui e i suoi complici svaligiarono un negozio causando la morte del titolare. I sospetti dei detective si concentrano sulla vedova del proprietario del negozio, che viene accusata di aver fatto uccidere il marito e il killer che la ricattava. Dopo essere stata assolta, la vedova, nella sua barca, ammette alla figlia di aver commesso due omicidi, peccato che la figlia sia persuasa da Briscoe, Green e McCoy a far incriminare la madre per aver ordinato l'omicidio del marito.
- Guest star: Cathy Moriarty (Lorraine Cobin).

- Nota. Questo episodio è ispirato al caso di Debra Hartmann, una donna che nel 1982 fece uccidere suo marito Werner per l'assicurazione sulla vita. Lei e il ragazzo che ha ucciso l'uomo furono condannati all'ergastolo per cospirazione e frode fiscale.

## Diamanti insanguinati
- Titolo originale: Soldier of Fortune
- Diretto da: Richard Dobbs
- Scritto da: Barry Schindel

### Trama
Briscoe e Green indagano su una sparatoria dove perdono la vita due persone e dove viene sequestrato un uomo che, poco dopo, viene ucciso. I detective scoprono che dietro questi crimini ci sono di mezzo alcuni preziosissimi diamanti provenienti dalla Sierra Leone e poi dimenticati in una cassetta di sicurezza; essi sono stati oggetto di un furto architettato dal direttore della banca e da un trafficante di diamanti, a sua volta ucciso da un commando di militari della Sierra Leone.
- Guest star: Lance Reddick (Maruga Gasana).

- Nota. Toni James è accreditato come Judge Joan Vesey, ma nei titoli e sulla targa mostrati nell'episodio L'esca era stato accreditato come Joan Vewsey.
- Nota. Questo episodio è ispirato ai conflitti sui diamanti di un gruppo di imprese sudafricane De Beers, del 1999.

## Quartieri alti
- Titolo originale: Possession
- Diretto da: James Quinn
- Scritto da: Robert Palm

### Trama
Briscoe e Green indagano sull'omicidio di un'anziana signora e sospettano della sua padrona di casa, cioè una nota sarta che voleva vendere l'edificio di sua proprietà e che aveva con la vittima piccoli screzi da decenni. Poi McCoy scopre che il comproprietario dell'immobile è anche il fratello della sarta, che non parla con lei da 26 anni perché era stato amante della vittima. In questo intrigo, McCoy e la Southerlyn cercano di scoprire chi dei due è il colpevole del delitto.

## A caccia di celebrità
- Titolo originale: Formerly Famous
- Diretto da: Richard Dobbs
- Scritto da: Wendy Battles e Marc Guggenheim

### Trama
Briscoe e Green indagano sull'omicidio della moglie di una nota rockstar sul viale del tramonto e scoprono che l'insicurezza della donna la spingeva a tutti i costi a gravitare nell'orbita di personaggi più o meno famosi. I sospetti di Briscoe e Green cadono sul marito, da cui la donna stava divorziando.
- Guest star: Craig Braun (Davie Reynolds), Gary Busey (Tommy Vega).

- Nota. Questo episodio è ispirato al caso di Bonnie Lee Bakley, moglie di Robert Blake, uccisa nel 2001 mentre era seduta nel sedile anteriore dell'auto del marito davanti a un ristorante a Los Angeles; il caso rimane tuttora irrisolto.

## Impronte digitali
- Titolo originale: Myth of Fingerprints
- Diretto da: David Platt
- Scritto da: Eric Ellis Oyermeyer (accreditato come Eric Overmyer), Terri Koop e Aaron Zelman

### Trama
Briscoe e Green indagano sull'omicidio di un uomo con precedenti per droga e individuano il responsabile cioè il fratello di un uomo che sta scontando l'ergastolo per omicidio. Egli confessa di aver ucciso la vittima per legittima difesa e di essere il colpevole dell'omicidio per il quale era stato condannato il fratello e di quello di un altro uomo morto in prigione. Quel caso era stato condotto dalla Van Buren, prima della sua promozione a tenente, con tanto di testimone oculare e di impronte digitali sull'arma del delitto, analizzate da una sua amica. Ma McCoy e la Southerlyn scoprono che la donna ha commesso un errore.
- Guest star: Diana Scarwid (Lisa Russo).

- Nota. Questo episodio è ispirato allo scandalo che ha coinvolto Joyce Gilchrist, un ex chimico forense che per 21 anni ha lavorato per la polizia di Oklahoma City: fu accusato di falsificazione di prove.

## Emulazione
- Titolo originale: The Fire This Time
- Diretto da: David Platt
- Scritto da: David Black

### Trama
Briscoe e Green indagano su un incendio in un palazzo, dove ha perso la vita una donna. I detective scoprono che si trovava lì per incontrare segretamente il suo amante, un uomo sposato che lavorava in un cantiere come artigiano. Ma sospettano anche di quattro ragazzi ambientalisti, che hanno appiccato l'incendio per protestare per la costruzione del palazzo in quella che prima era un'area verde della città. Finché McCoy e la Southerlyn si accorgono che il vero ispiratore di tutto questo è un uomo che attraverso un sito internet informa una fitta rete di giovani sulla progressiva distruzione della natura, incitandoli implicitamente all'azione violenta, ma senza mai agire direttamente.
- Guest star: Andrea Anders (Emily Hoyt).

- Nota. Questo episodio è ispirato al movimento eco-terrorista radicale Earth Liberation Front.

## Delitto al night
- Titolo originale: 3 Dawg Night
- Diretto da: Stephen Wertimer
- Scritto da: Richard Sweren e Aaron Zelman

### Trama
Briscoe e Green indagano sulla sparatoria in un night club in cui perde la vita un ragazzo che cercava di sfondare nel mondo dell'hip hop. Alcuni testimoni affermano che la vittima aveva avuto una lite con una star dell'hip hop, che si trovava nel locale con la sua guardia del corpo e con la sua fidanzata, una nota attrice. Uno di loro ha anche visto la guardia con la pistola in mano. McCoy e la Southerlyn si scontrano sia con il muro del silenzio dell'entourage del cantante sia con il malumore dei suoi fan.
- Guest star: Linda Cook (Sonya Bergman).

- Nota. Questo episodio è ispirato alla sparatoria avvenuta a Club New York nel 1999, in cui furono coinvolti Sean Combs e la sua fidanzata di allora Jennifer Lopez.

## Pregiudizio razziale
- Titolo originale: Prejudice
- Diretto da: Edwin Sherin (accreditato come Ed Sherin)
- Scritto da: Jill Goldsmith

### Trama
Briscoe e Green indagano sull'omicidio di un dipendente di una casa editrice, le loro attenzioni si focalizzano immediatamente sul suo lavoro, e su una serie di cause legali connesse all'acquisizione da parte della casa editrice di una serie di riviste. Ma in realtà l'omicidio è dovuto a una lite con un uomo per un taxi. Nonostante l'avvocato cerca di invocare l'infermità mentale, McCoy e la Southerlyn riescono a capire cosa è successo.
- Nota. Questo episodio è ispirato al caso di omicidio di James Byrd Jr., avvenuto il 7 giugno 1998, in Texas.

## Segreto confessionale
- Titolo originale: The Collar
- Diretto da: Matthew Penn
- Scritto da: Richard Sweren

### Trama
Briscoe e Green indagano sull'omicidio di uno dei preti di una scuola cattolica, avvenuto mentre confessava i fedeli. Dopo una serie di false piste, i detective scoprono che in realtà a quell'ora doveva esserci un altro prete nel confessionale, e tramite il ritrovamento dell'arma si risale a un omicidio avvenuto qualche anno prima, per il quale un ragazzo era stato condannato all'ergastolo. I sospetti, però, si concentrano sull'altro ragazzo, probabile testimone del delitto, che il secondo prete aveva aiutato, ma quest'ultimo non rivela nulla per il segreto confessionale. Secondo McCoy e la Southerlyn, invece, le rivelazioni del ragazzo possono essere rivelate perché non erano avvenute durante una regolare confessione.
- Guest star: John Dossett (Padre Evans).

- Nota. Questo episodio è ispirato alla legge sul segreto confessionale.
- Nota. In questo episodio McCoy rivela di essere cattolico.

## Un padre di famiglia
- Titolo originale: Undercovered
- Diretto da: Jace Alexander
- Scritto da: Wendy Battles e Noah Baylin

### Trama
Briscoe e Green indagano sull'omicidio di un assicuratore e i sospetti cadono subito sulla vicenda di un uomo con una figlia di nove anni gravemente malata di leucemia. La sua compagnia di assicurazione non intendeva coprire i costi per l'unica cura che avrebbe potuto salvare la bambina, e così l'uomo era stato costretto a uccidere l'assicuratore. McCoy e la Southerlyn si trovano piuttosto a disagio in un caso in cui ci sono vittime da entrambe le parti.

## Etica professionale
- Titolo originale: DR 1-102
- Diretto da: Richard Dobbs
- Scritto da: Marc Guggenhein e Aaron Zelman

### Trama
Briscoe e Green indagano sull'omicidio di due giovani donne avvenuto nel loro appartamento e individuano subito il responsabile: un uomo che di notte ama introdursi nelle case altrui mentre gli abitanti stanno dormendo. Inseguito dagli agenti, l'uomo scappa, entra in un supermercato e prende in ostaggio una cliente. Quindi la polizia accerchia il locale e i tiratori scelti si preparano per colpire il bersaglio, mentre il sospettato chiede anche un avvocato. Sopraggiunge anche la Southerlyn che, vista la situazione, entra nel supermercato per parlargli, quindi quest'ultimo confessa gli omicidi e lei gli assicura di dargli una mano... ma si dimentica di non essere un avvocato difensore (come Jamie Ross), ma un membro della procura, rischiando il lavoro da assistente del procuratore, anche se McCoy la difende a spada tratta.
- Guest star: Gene Silvers (Raymond Dobbs), Debrah Ellen Waller (Alicia Williams).

## Scomparsa
- Titolo originale: Missing
- Diretto da: David Platt
- Scritto da: Eric Ellis Overmyer (accreditato come Eric Overmyer) e Matt Witten

### Trama
Briscoe e Green indagano sulla scomparsa dell'assistente di un senatore. I detective scoprono che la donna aveva spesso avuto relazioni sentimentali con uomini più grandi di lei e anche con uomini sposati, tra cui un uomo politico amico di famiglia. Quando viene trovata morta, l'autopsia rivela che era incinta e McCoy incrimina l'amante per omicidio, grazie alla testimonianza dell'esecutore materiale del delitto.
- Guest star: Brian Kerwin (Ted Weldon).

- Nota. Questo episodio è ispirato al caso di Chandra Levy, una stagista dell'FBI scomparsa il 1º maggio 2001[35] il cui corpo fu trovato il 22 maggio 2002 nel Rock Creek Park, a Washington.[36]. Per l'omicidio della ragazza fu accusato[37] e processato[38] Ingmar Guandique, che nel 2011 venne dichiarato colpevole di omicidio di secondo grado e condannato a 60 anni di reclusione [39]. Anni dopo il caso venne riaperto e l'uomo fu dichiarato innocente per insufficienza di prove. Nel 2017 venne scarcerato e riportato nel suo Paese natale, El Salvador[40]. L'omicidio di Chandra Levy resta tuttora irrisolto.

## Segreti in rete
- Titolo originale: Access Nation
- Diretto da: Constantine Makris
- Scritto da: Sean Jablonski e Terri Kopp

### Trama
Briscoe e Green indagano sull'omicidio di una giovane psicologa, accoltellata in un vicolo davanti a un cinema, e scoprono che la donna aveva in cura uno stupratore che voleva denunciare perché aveva infranto le regole della libertà vigilata. Lui confessa, ma Briscoe e Green non riescono a capire come ha fatto a trovare tante informazioni sulla vittima. Così scoprono che l'uomo si è rivolto a una società che compie ricerche di informazioni online, fornendogli i dati che hanno reso possibile l'omicidio. Per una leggerezza di Briscoe e Green, McCoy patteggia con l'uomo e incrimina la società di informazioni per aver fornito i dati a un uomo che ha commesso dei reati.
- Guest star: Josh Radnor (Robert Kitson).

## Una bambina difficile
- Titolo originale: Born Again
- Diretto da: Jace Alexander
- Scritto da: William N. Fordes, Jill Goldsmith e Matt Witten

### Trama
Briscoe e Green indagano sulla strana morte di un'undicenne, trovata morta in un parco. I detective scoprono che era stata adottata dalla madre, e che aveva sempre manifestato problemi comportamentali. La madre allora, dopo gli insuccessi ottenuti con i metodi tradizionali, si era rivolta a una psichiatra che praticava una terapia alternativa. Ma per i detective è facile scoprire che la morte della bambina è avvenuta durante una seduta di rebirthing, in cui veniva simulata la sua rinascita. McCoy si rende conto che la versione della madre non quadra con gli elementi evidenziati dall'autopsia della vittima.
- Nota. Questo episodio è ispirato al caso di Candace Newmaker, vittima di abusi su minori, uccisa durante una terapia alternativa il 18 aprile 2000[41]. La madre adottiva Jeane Newmaker, infermiera, si dichiarò colpevole di omicidio per negligenza e fu condannata a 4 anni di reclusione.

## Amiche per la pelle
- Titolo originale: Girl Most Likely
- Diretto da: Steve Shill
- Scritto da: Lynn Manet

### Trama
Briscoe e Green indagano sull'omicidio di una studentessa avvenuto nel seminterrato del suo condominio. Scoprono che la ragazza non era molto popolare tra i suoi compagni di classe e tra i sospettati ci sono dei ragazzi che erano stati sospesi e che, per vendetta, la avevano aggredita durante una festa. Ma emerge che la vittima era omosessuale e a quel punto McCoy e la Southerlyn cercano di saperne di più sulla sua migliore amica.

## Giustizia e vendetta?
- Titolo originale: Equal Rights
- Diretto da: James Quinn
- Scritto da: Terri Kopp

### Trama
Briscoe e Green indagano sull'omicidio di un analista finanziario, trovato vicino al molo dove tutti i giorni prende il traghetto per andare al lavoro. I detective indagano sulla sua professione, visto che l'uomo aveva gonfiato le valutazioni in merito alle azioni di una società sull'orlo del fallimento, il cui valore era poi crollato lasciando sul lastrico molti risparmiatori, tra cui il cognato della vittima, che viene collegato tramite le impronte digitali dalla scena del crimine.
- Nota. Questo episodio è ispirato allo scandalo della Enron Corporation avvenuto nell'ottobre 2001.

## Rischio e beneficio
- Titolo originale: Slaughter
- Diretto da: Constantine Makris
- Scritto da: Rob Wright

### Trama
Briscoe e Green indagano sull'omicidio di uno studente e i sospetti cadono su un macellaio che il ragazzo, appartenente ad un'associazione di tutela dei diritti degli animali, teneva sotto controllo. Ma presto si scopre che gli interessi in gioco sono peggiori: infatti il macellaio riforniva carne ad una società proprietaria di una catena di fast food, e per velocizzare le consegne era stato invitato a semplificare le procedure di taglio della carne, con maggiori rischi di infezione che ha portato alla morte di cinque bambini. McCoy lo incrimina non solo per l'omicidio del ragazzo, ma anche dei cinque bambini.
- Guest star: William Atherton (Don Synder).

## Dalla terrazza
- Titolo originale: Dazzled
- Diretto da: Lewis H. Gould
- Scritto da: Eric Overmyer e Matt Witten

### Trama
Briscoe e Green indagano sulla morte di una giovane donna, precipitata da una terrazza del suo appartamento, presto la Rodgers accerta che si tratta di omicidio. I sospetti cadono subito sulla famiglia della donna, che aveva da poco sposato un uomo molto più vecchio di lei che aveva lasciato la moglie e che aspettava un bambino. Oltre al marito, i detective sospettano anche del suo ex fidanzato che la vittima aveva lasciato, e infine sulla ex moglie del marito della vittima, che si era data all'alcool e alle sostanze stupefacenti dopo il divorzio.

## Il sogno americano
- Titolo originale: Foul Play
- Diretto da: Richard Dobbs
- Scritto da: Richard Sweren e Stuart Feldman

### Trama
Briscoe e Green indagano sull'omicidio di un investigatore privato. Le loro indagini si soffermano in un primo momento su un caso di divorzio di cui la vittima si occupava; ma poi scoprono che il delitto è avvenuto per un altro motivo e cioè quella del business delle giovani promesse del baseball. Aveva scoperto che uno di questi è un immigrato dell'Honduras che aveva ingannato le autorità sulla sua età per poter partecipare ad un torneo di baseball per dodicenni, con la complicità del padre del ragazzo e del talent scout. McCoy e la Souterlyn incriminano il padre per omicidio.
- Guest star: Louise Leonardo (William Morales).

- Nota. Questo episodio è ispirato al caso di Danny Almonte, giocatore di football diventato noto nel 2001 per le false accuse di truffa.

## L'avvocato difensore
- Titolo originale: Attorney Client
- Diretto da: Matthew Penn
- Scritto da: Jill Goldsmith

### Trama
Briscoe e Green indagano sull'omicidio della moglie di un noto avvocato penalista, avvenuto mentre la donna usciva dal garage di casa sua. I detective ritengono che il delitto sia avvenuto per uno scambio di persona, ma in realtà il marito aveva una relazione con una spogliarellista di un night club e l'ex ragazzo di lei voleva vendere delle foto compromettenti alla vittima. McCoy e la Southerlyn capiscono che il responsabile è proprio il marito e durante il processo l'uomo cerca di sfruttare a suo vantaggio le precedenti indecisioni di McCoy sull'uomo.
- Guest star: Peter Fridman (Harold Jensen), Annie Parisse (Jasmine Blake).

- Nota. In questo episodio appare l'attrice Annie Parisse, che qui interpreta una spogliarellista di un night club. La Parisse ritorna nella serie interpretando l'assistente del procuratore Alexandra Borgia, successore di Serena Southerlyn.
- Nota. Questo episodio è ispirato al caso di Craig Rabinowitz, avvocato che nel 1997 uccise sua moglie Stephanie, strangolandola. L'uomo si dichiarò colpevole di omicidio di primo grado, e successivamente condannato all'ergastolo senza condizionale.

## Padre e figlio
- Titolo originale: Oxymoron
- Diretto da: Constantine Makris
- Scritto da: Michael Harbert

### Trama
Briscoe e Green indagano sull'omicidio di una dermatologa. Scoprono che l'omicidio è avvenuto per il traffico di medicinali organizzato dal figlio di un noto boss della mafia russa che avendo collaborato con l'FBI e la procura federale ha scontato una pena molto lieve e si appresta a tornare al controllo dei suoi affari. Il giovane viene arrestato per l'omicidio della donna, che voleva smettere di rilasciare ricette false. Nella previsione di una condanna, McCoy e la Southerlyn credono che il figlio vuole incastrare il padre per aver ordinato l'omicidio. A sua volta il padre cerca di evitare la prigione, proponendo a McCoy e alla Southerlyn di rivelare il nome della persona che fornisce degli esplosivi ai terroristi, ma la Lewin subodora un inganno.
- Guest star: Becky Ann Baker (Susan Simels).

## Il patriota
- Titolo originale: Patriot
- Diretto da: David Platt
- Scritto da: William N. Fordes e Sean Jablonski

### Trama
Briscoe e Green indagano sull'omicidio di uno yemenita, avvenuto durante l'esplosione di un edificio. I detective scoprono che la vittima poteva essere un terrorista comune: usava un nome falso, non aveva famiglia e possedeva un'ingente somma di denaro in un conto corrente. Per questi motivi, la vittima era tenuta sotto controllo da un giornalista del sito internet curato da lui e da un ex militare. Proprio quest'ultimo si difende sostenendo di aver agito nell'adempimento dei suoi doveri di soldato in una situazione paragonabile allo stato di guerra, per difendere il paese. McCoy sostiene che la paura causata dall'11 settembre non può portare alla legittimazione per ucciderlo a sangue freddo.
- Guest star: Terry Serpico (Frank Miller).

- Nota. Questo episodio segna l'ultima apparizione della serie per Dianne Wiest, nel ruolo del procuratore capo ad interim Nora Lewin, anche se la sua ultima apparizione nel franchising risale all'episodio della quarta stagione di Law & Order - Unità vittime speciali intitolato Il camaleonte; la Wiest viene sostituita dall'attore e politico Fred Dalton Thompson, nel ruolo del procuratore capo Arthur Branch.
- Nota. Questo episodio è ispirato ai presunti pregiudizi nei confronti di musulmani e arabi dopo l'11 settembre.